# 家符
家符（かふ）とは、皇親・公卿の家政機関が下部機関に対して出す命令書。公文書の符の形式が用いられたことからこの名称がある。
公式令に定められた符の書式に準じた書式で作成され、書止と発給年月日の間には令や別当などの家司の位署が記された。家牒と並んで家政機関発給の文書としてしばしば用いられ、後の政所下文の起源となった。ただし、実物は現存せず、『朝野群載』に所収された殿下渡領佐保殿預職を補任する関白内大臣家の家符（嘉保3年10月27日付、関白内大臣は藤原師通）の写しが遺されているのみである。